# شبح الأوبريت (فلم الأرجنتين)
شبح الأوبريت (الأسبانية:El fantasma de la opereta)، هو فيلم كوميدي أرجنتيني عام 1955 من إخراج إنريكي كاريراس وبطولة ألفريدو باربيري وإميليا فارغاس وتونو أندريو.
تم تصميم مجموعات الفيلم من قبل المخرج الفني أوسكار لاغومارسينو.

## روابط خارجية
- مقالات تستعمل روابط فنية بلا صلة مع ويكي بيانات